# 3494 Purple Mountain
Purple Mountain (asteroide 3494) é um asteroide da cintura principal, a 2,0435684 UA. Possui uma excentricidade de 0,1302467 e um período orbital de 1 315,46 dias (3,6 anos).
Purple Mountain tem uma velocidade orbital média de 19,43104646 km/s e uma inclinação de 5,83773º.
Este asteroide foi descoberto em 7 de Dezembro de 1980 no Observatório da Montanha Púrpura (sendo nomeado com o seu nome).